# Вальдбург, Гебгард фон
Гебгард Трухсес фон Вальдбург-Траухбург (нем. Gebhard Truchseß von Waldburg-Trauchburg) (10 ноября 1547, Хайлигенберг — 31 мая 1601, Страсбург) — курфюрст и архиепископ кёльнский в 1577—1583 годах.

## Биография
Приняв протестантизм, в 1582 году женился на графине Мансфельд.
Члены кёльнского капитула воспротивились, на основании канонического права, попытке Вальдбурга оставить за собой курфюршество. Рассчитывал на поддержку протестантов, но лютеранские немецкие князья отказали ему, как кальвинисту, в своей помощи, и в 1583 году после продолжительной борьбы он был вынужден бежать в Голландию и уступить престол баварскому принцу Эрнсту.